# Марко Лазетич
Марко Лазетич (серб. Марко Лазетић / Marko Lazetić; нар. 22 січня 2004, Белград) — сербський футболіст, нападник футбольного клубу «Мілан». На даний момент виступає в оренді за «Фортуну» (Сіттард).

## Кар'єра
Випускник академії «Црвени Звезди». 29 листопада 2020 року дебютував за основну команду, вийшовши на заміну. Закінчення сезону 2020–21 провів в оренді за клуб «Графичар», який виступав у першій лізі. Там провів 14 матчів та забив 4 голи.
25 січня 2022 року перейшов до італійського «Мілану». Він дебютував за першу команду 19 квітня в матчі Кубка Італії в дербі проти «Інтернаціонале» (0:3), вийшовши на заміну на 86-й хвилині замість Рафаела Леао. 22 травня 2022 року, коли «Мілан» став чемпіоном Італії, Лазетич отримав золоту медаль, незважаючи на те, що не зіграв жодної хвилини у тому сезоні в чемпіонаті.
Першу половину 2023 року провів в оренді в австрійському «Альтасі». У серпні 2023 року знову був відданий в оренду, цього разу до нідерландської «Фортуни» (Сіттард).

## Кар'єра у збірній
Виступав за усі збірні Сербії починаючи від команди до 15 років. Зі збірною Сербії до 19 років поїхав на юнацький чемпіонат Європи 2022 року в Словаччині. На турнірі він зіграв у всіх трьох матчах і у матчах проти Ізраїлю (2:2) та Австрії (2:3) забив по голу, втім його команда посіла останнє місце у групі.

## Статистика виступів

### Статистика клубних виступів
Станом на 24 серпня 2023 року
| Сезон                     | Команда                   | Чемпіонат                 | Чемпіонат | Чемпіонат | Кубок | Кубок | Кубок | Континентальні кубки | Континентальні кубки | Континентальні кубки | Інші змагання | Інші змагання | Інші змагання | Усього | Усього |
| Сезон                     | Команда                   | Ліга                      | Ігор      | Голів     | Ліга  | Ігор  | Голів | Ліга                 | Ігор                 | Голів                | Ліга          | Ігор          | Голів         | Ігор   | Голів  |
| ------------------------- | ------------------------- | ------------------------- | --------- | --------- | ----- | ----- | ----- | -------------------- | -------------------- | -------------------- | ------------- | ------------- | ------------- | ------ | ------ |
| 2020–21                   | «Графичар»                | СПЛ                       | 14        | 4         | КС    | 0     | 0     | -                    | -                    | -                    | -             | -             | -             | 14     | 4      |
| 2020–21                   | «Црвена Звезда»           | CC                        | 1         | 0         | КС    | 0     | 0     | -                    | -                    | -                    | -             | -             | -             | 1      | 0      |
| 2021–22                   | «Црвена Звезда»           | CC                        | 14        | 1         | КС    | 0     | 0     | ЛЧ+ЛЄ                | 1+1                  | 0                    | -             | -             | -             | 16     | 1      |
| Усього за «Црвену Звезду» | Усього за «Црвену Звезду» | Усього за «Црвену Звезду» | 15        | 1         |       | 0     | 0     |                      | 2                    | 0                    |               | 0             | 0             | 17     | 1      |
| січ.-черв. 2022           | «Мілан»                   | A                         | 0         | 0         | КІ    | 1     | 0     | ЛЧ                   | -                    | -                    | -             | -             | -             | 1      | 0      |
| 2022-січ. 2023            | «Мілан»                   | A                         | 1         | 0         | КІ    | 0     | 0     | ЛЧ                   | 0                    | 0                    | СІ            | 0             | 0             | 1      | 0      |
| Усього за Milan           | Усього за Milan           | Усього за Milan           | 1         | 0         |       | 1     | 0     |                      | 0                    | 0                    |               | 0             | 0             | 2      | 0      |
| січ.-черв. 2023           | «Альтах»                  | БЛ                        | 10        | 0         | КА    | 0     | 0     | -                    | -                    | -                    | -             | -             | -             | 10     | 0      |
| Усього за кар'єру         | Усього за кар'єру         | Усього за кар'єру         | 40        | 5         |       | 1     | 0     |                      | 2                    | 0                    |               | 0             | 0             | 43     | 5      |

## Титули і досягнення
- Чемпіон Італії (1):

«Мілан»: 2021–22